# Мерси Тайгерз
«Мерси Тайгерз» — английский баскетбольный клуб из Ливерпуля, в 2007—2013 годах выступавший в Британской баскетбольной лиге.
Клуб был основан в 2007 году под названием «Эвертон Тайгерз» и до 2010 года входил в структуру футбольного клуба «Эвертон». В 2010 года «Эвертон» отказался от дальнейшего сотрудничества с баскетбольным клубом, и он был переименован в «Мерси Тайгерз». В 2013 году баскетбольный клуб «Мерси Тайгерз» столкнулся с финансовыми проблемами и был расформирован.

## Турнирное Положение в сезоне 2012/2013 ББЛ
Команда из Ливерпуля в сезоне не выиграла ни одного матча, хотя провела в сезоне 26 матчей. На счету команды сразу много антирекордов сезона. Например: Самая протяжная серия без побед длиною в весь сезон, самая минусовая разница мячей, также команда самая малозабивающая в соревновании.
На данный момент команда занимает последнее место в ББЛ и скорее всего останется на последнем месте в Лиге так как отрыв от ближайшего соперника составляет 16 очков.
Статистика сезона:
| Соревнование | Матчи | Очки | Победы | Поражения | Забито | Пропущено |
| ------------ | ----- | ---- | ------ | --------- | ------ | --------- |
| ББЛ          | 26    | 0    | 0      | 26        | 1530   | 2366      |

## Сезон 2011/2012
В сезоне команда заняла 11 место проиграв по заброшеным мячам команде Мил.-Кинз Лайонс.
Статистика сезона:
| Соревнование | Матчи | Очки | Победы | Поражения | Забито | Пропущено |
| ------------ | ----- | ---- | ------ | --------- | ------ | --------- |
| ББЛ          | 30    | 20   | 10     | 20        | 2365   | 2537      |